# Пайсятта
Пайсятта — река в России, протекает по территории Надымского района Ямало-Ненецкого автономного округа. Один из правых притоков реки Надым, впадает в неё на 283-м км от устья. Длина реки — 95 км. Притоки — Хараяхе, Удемпаре.

## Данные водного реестра
По данным государственного водного реестра России относится к Нижнеобскому бассейновому округу, водохозяйственный участок реки — Надым, речной подбассейн реки — подбассейн отсутствует. Речной бассейн реки — Надым.
Код объекта в государственном водном реестре — 15030000112115300048047.